# Savigny, Vosges
Savigny är en kommun i departementet Vosges i regionen Grand Est (tidigare regionen Lorraine) i nordöstra Frankrike. Kommunen ligger i kantonen Charmes som tillhör arrondissementet Épinal. År 2022 hade Savigny 203 invånare.

## Befolkningsutveckling
Antalet invånare i kommunen Savigny
| Referens: INSEE |